# کتیبه‌های حرم امام رضا
کتیبه‌های حرم رضوی، نوشته‌هایی است، شامل آیه، حدیث و شعر، که با خط زیبا، دور تا دور دیوار آستان قدس رضوی، گنبد، گلدسته‌ها و بر سردر و روی دیوارها نقش می‌شود.

## واژه‌شناسی
کتیبه، واژه‌ای عربی بوده و در برخی از واژه‌نامه‌های عربی به ارتش و گروهی از ارتش که گردآمده باشند (گردان) معنا شده‌است. اصل این واژه، «ک، ت، ب» به معنای گردآمدنِ چیزی با چیزی بوده و «کتاب» و «کتابت» نیز از همین اصل گرفته شده‌است.
کتیبه در برخی از واژه‌نامه‌های فارسی به آنچه با خط نسخ، نستعلیق، طغرا یا کوفی دور تا دور دیوار مسجد، مقبره و مکان‌های مقدس، یا سردر دروازه امیران و بزرگان نوشته یا نقش شده باشد، معنا شده‌است. برخی آنچه روی تخت، کرسی، در، حاشیه سفره، بیرق، جامه و زین‌پوش نوشته می‌شود را به معانی آن افزوده‌اند. برخی نیز آن را سنگ‌نبشته دانسته‌اند.

## کتیبه نگاری پس از اسلام
در دوران اسلامی علاوه بر کارکردهای گذشته کارکرد دینی و اعتقادی کتیبه‌ها به شدت تقویت شد، به طوری که به یکی از مهم‌ترین عناصر تزیین در هنر و معماری اسلامی تبدیل شد. به علاوه در دوران اسلامی به سبب اکراه در به کار بردن تصاویر جانوری و انسانی در تزیین بناهای دینی و مذهبی، زمینه کاربرد کتیبه بیش از پیش گسترش یافت. به طوری که به مرور کتیبه در فرهنگ اسلامی همان کارکردی را یافت که شمایل در هنر مسیحی ایفا می‌کرد. از دیگر زمینه‌های گسترش کتیبه در فرهنگ اسلامی احادیثی است که نظر کردن در متن قرآن را ارج می‌نهند. مطابق با احادیث نظر کردن در متن قرآن حتی برای کسانی که سواد خواندن و نوشتن ندارند ثواب اخروی در پی دارد به همین سبب شاید یکی از انگیزه‌های مسلمانان در آراستن هربنا اعم از دینی و غیردینی در معرض تماشا قراردادن متن قرآن بوده‌است.

## کتیبه در مکان‌های مقدس
کتیبه، در مکان‌های مقدس، به نوشته‌هایی گفته می‌شود که با خط زیبا، شامل آیات، احادیث و اشعار، در صحن‌ها، رواق‌ها، دور گنبد و گلدسته‌ها، بر سر در و روی دیوارها نقش می‌شود. تابلوهای نفیس خطی نیز، در ابعاد مختلف، کتیبه نام دارد. کتیبه‌های خطّی «علیرضا عباسی» مشهور است.
برخی، احاطه شدن ورودی‌ها و طاق‌های مکان‌های مقدس با کتیبه را، نشانه‌ای از آمیختگی زندگی مسلمانان با قرآن و لزوم تمسّک به آن در همه حرکات دانسته‌اند.در حرم مطهر رضوی، ۱۳۵ کتیبه با احادیث مختلفی از معصومین نقش خورده و مضمون اغلب‌شان ارشاد و نصیحت و پند و اندرز است. این احادیث از سقف تا طاقی‌ها را گرفته، برای همه کس قابل قرائت و استفاده نیست و در حال حاضر جنبه تزئینی و تشریفاتی دارند.

### کتیبه گنبد

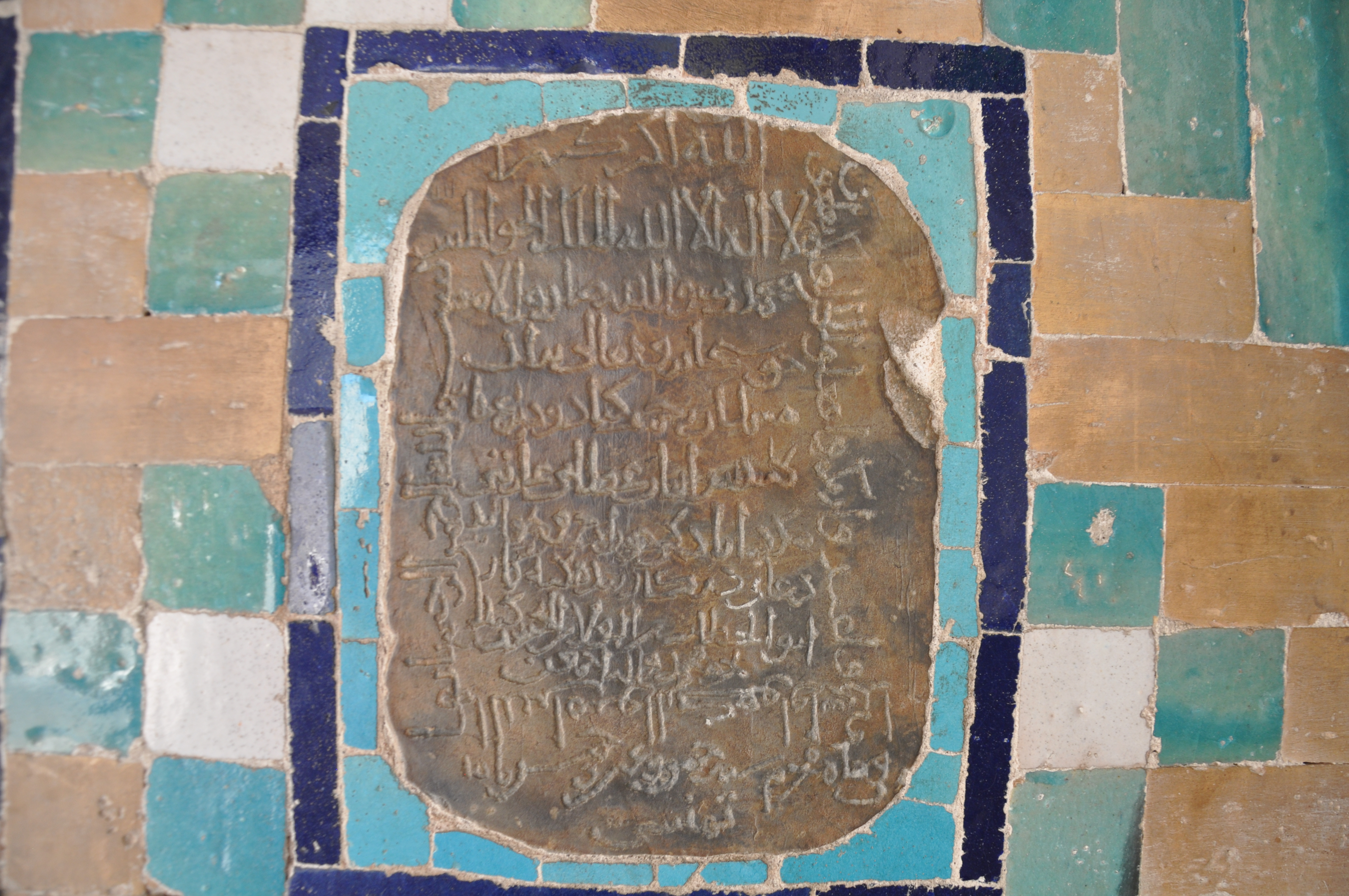
کتیبه دور گنبد حرم علی بن موسی الرضا.

در سدهٔ ششم ه‍.ق ازارهٔ گنبدخانهٔ حرم با کاشی‌های ممتاز زرین‌فام که به کاشی سنجری معروف است مزین شد که این کاشی‌ها تاکنون در حرم موجودند. تاریخ دقیق ساخت‌اش روشن نیست؛ با این‌حال برخی آن را مربوط به سال ۵۱۲ یا ۵۵۷ ه‍.ق دانسته‌اند.
در زیر کتیبهٔ دور گنبد، دو جمله از سازندگان گنبد آمده‌است که نشان می‌دهد کمال‌الدین یزدی کاشی‌کار گنبد و علیرضا عباسی خطاط کتیبهٔ دور گنبد بوده‌اند. در سال ۹۹۷ ه‍.ق در زمان فتنهٔ ازبک‌ها، عبدالمؤمن خان ضمن تاراج آستان قدس، طلای گنبد و گلدستهٔ آن را به‌غارت برد. پس از این حادثه، شاه عباس صفوی در سال ۱۰۱۰ ه‍.ق پیاده از اصفهان به مشهد سفر کرد و دستور طلاکاری دوبارهٔ گنبد را صادر کرد. در سال ۱۰۸۴ ه‍.ق زلزلهٔ شدیدی رخ داد که باعث ایجاد ترک در قسمت خارجی گنبد شد و تعدادی از خشت‌های طلای آن ریخت. پس از آن به فرمان شاه سلیمان صفوی گنبد تعمیر و دوباره طلاکاری شد. جریان این طلاکاری در چهار ترنج دور گنبد توسط محمدرضا امامی خوشنویس آن زمان نوشته شده‌است. تاریخ این کتیبه ۱۰۸۶ ه‍.ق را نشان می‌دهد. در سال ۱۳۳۰ ه‍.ق گنبد توسط روس‌ها به توپ بسته شد که اکنون هم از درون گنبد جای اصابت گلوله‌ها قابل رویت است؛ پس از آن نیرالدوله والی خراسان به تعمیر این خرابی‌ها پرداخت. در سال ۱۳۵۹ آخرین طلاکاری گنبد به پایان رسید. در میانهٔ کتیبهٔ دورادور گنبد، بر لوحه‌ای، سال طلاکاری و تعمیر گنبد سال ۱۴۰۰ ه‍.ق گزارش شده‌است.

من مَیامِنَ مِنَنِ الله سبحانُهَ الَّذی زیَّنَ السَّماءَ الدّنیا بزینةِ الکواکبِ و رصَّعِ هذهِ القُبابَ العُلی بدُررِ الثَّواقِب الدُراری أنِ استَسَعد السلطانَ الاَعدَلَ الاعَظمَ و الخاقانَ الاضخمَ الاَکرَمَ أشرَفَ ملوکِ الارض حَسَباً و نسبت و أکرمَهُم خلقاً و ادباً مروج مذَهب أجدادِهِ الائمةِ المعصومین مُحیی مراسم آبائِهِ الطیبینَ الطاهرین السلطانُ ابن السلطان شاه سلیمان الموسوی الصفوی بهادرخان بتذهیبِ هذهِ القبَّةِ العِدسیِّةِ الملَکوتیةِ و تزیینها و تَشرَّفَ بتجدیدها و تحسینِها اذ تطرَّق الانکسارُ و سَقَطَتِ بنیانُها الذَّهبیةِ الَّتی کانت تشرَّقَ کالشَّمس فی رابعة النَّهار بسبب حدوثِ الزّلزلةِ العظیمهِ فی هذه البَلدَةِ الکریمهِ الطیبهِ بسنَةِ أرَبعَ و ثمانینَ و ألفٍ و کان هذه التَّجدیدُ الجدیدُ بسنةِ ستَّ و ثمانینَ و ألفٍ. کَتَبَهُ محمدرضا امامی.

در اوایل قرن هفتم ه‍.ق و در دوران محمد خوارزمشاه، بار دیگر ازاره‌های گنبدخانهٔ حرم با کاشی سنجری تزئین شد، و این کاشی‌ها نیز با تاریخ ۶۱۲ ه‍.ق در حرم موجودند. این دو کتیبه بر دیوار شمالی گنبدخانه به نام «صفهٔ شاه‌طهماسبی» جای دارند. علاوه بر این در ضلع شمالی رواق دارالحفاظ، کتیبه‌ای با کاشی ممتاز مربوط به همین دوره وجود دارد. دو محراب از کاشی یکپارچه نیز — که در گذشته درون حرم نصب شده‌بودند و اکنون در موزه جای دارند — از کارهای هنری همین دوران است. محراب جنوب‌غربی و درِ طلای جنوبی گنبدخانه نیز متعلق به ۶۱۲ ه‍.ق است.
کتیبه‌های سال ۶۱۲ ه‍.ق که قبل از این حمله نصب شده بوده هنوز برجاست. در نهایت، فرسودگی‌ها و احیاناً خرابی‌ها و خسارات واردشده به حرم در دورهٔ حکومت ایلخانیان بازسازی شد. دو کتیبهٔ در ضلع شمالی گنبدخانه نیز، متعلق به سال‌های ۷۱۲ و ۷۶۰ ه‍.ق هستند.
در سال ۱۰۸۴ ه‍.ق و در زمان شاه سلیمان، در پی زمین‌لرزه‌ای، گنبد حرم آسیب دید و شماری از خشت‌های طلایی آن کنده شد. پس از این واقعه و به فرمان شاه، گنبد بازسازی گردید و کتیبه‌ای بر آن افزوده شد که این رخداد را حکایت می‌نماید. این کتیبه اکنون به صورت چهار ترنج در اطراف گنبد دیده می‌شود.
تاریخ کتیبهٔ منظوم دور گنبدخانه نیز، در مصراع دوم بیتی آمده که سال ۱۲۸۷ را به‌دست می‌دهد. دو در طلاکاری شده در سمت جنوبی و شرقی قرار دارد. در جنوبی تاریخ ۱۲۷۳ ه‍.ق را بر خود دارد، اما ماده تاریخ روی آن، تاریخ ۱۲۷۵ ه‍.ق را به‌دست می‌دهد. درِ شرقی نیز به‌تاریخ ۱۲۸۴ ه‍.ق است. رواق دارالحُفّاظ در سمت جنوب روضه قرار دارد که با سه درِ نقره‌ای با دیگر فضاها در ارتباط است. تاریخ درها ۱۲۷۹، ۱۲۸۹ و ۱۳۷۱ ه‍.ق است. ماده تاریخ کتیبه‌ای بر بالای ازارهٔ رواق تاریخ ۱۲۶۹ را به‌دست می‌دهد.

### کتیبه‌های زیر مناره
زیر مناره کتیبه‌ای به خط ثلث برجسته وجود دارد که صلوات بر پیامبر و معصومین بر آن به‌دست بهاءالدین محمد الخادم در سال ۱۱۴۲ ه‍.ق نوشته شده‌است. در کتیبهٔ گلدستهٔ بالای ایوان عباسی معروف به گلدستهٔ نادری نیز، صلوات بر امامان بر خشت‌های زراندود و به خط ثلث نوشته شده‌است.

### کتیبه‌های سنگ مدفن
در اطراف اولین سنگ مدفن سه کتیبه به چشم می‌خورد. حاشیهٔ نخست سنگ این متن را بر خود دارد:
أللّهُمَّ صَلِّ عَلیٰ محمّدٍ و علیٍّ و فاطِمَةَ و الْحسنِ و الْحسَینِ و علیٍّ و محمّدٍ و جعفَرٍ و موسیٰ و علیٍّ و محمّدٍ و علیٍّ و الْحسنِ و الْقائِمِ الْحُجَّةِ
کتیبهٔ دوم اطراف آن است و آیه‌ای از قرآن را دربردارد:
بِسْمِ اللهِ الرَّحْمٰنِ الرَّحِیمِ إِنَّمَا وَلِیُّکُمُ اللَّهُ وَرَسُولُهُ وَالَّذِینَ آمَنُوا الَّذِینَ یُقِیمُونَ الصَّلَاةَ وَیُؤْتُونَ الزَّکَاةَ وَهُمْ رَاکِعُونَ
در حاشیهٔ داخلی سنگ در اطراف نقش محرابی آن به خط ریزتر به تعمیر حرم و بانی آن اشاره شده‌است:
أمَرَ بِعمارَةِ الْمشهدِ الرَّضویِّ علیِّ بنِ موسٰی ألْعَبدُ الْمُذْنِبُ الْفَقیرُ إلیٰ رَحمَةِ اللهِ أبوالقاسم أحمدُ بنُ علیُّ بنُ أحمدُ الْعَلَویُّ الْحُسینی تَقَبَّلَ اللهُ مِنْهُ
در ذیل آن نیز، نام سازندهٔ سنگ «عبیدالله بن احمد قره» آمده‌است.

هذا هُوَ الْمَرقَدُ الشَّریفُ لِلْإمامِ التَّقیِّ النَّقیِّ الصِّدّیقِ الشَّهیدِ، وارثِ الْأنبیاءِ والْمُرسَلینَ، ثامِنِ الْأئِمَّةِ الْمَعصومینَ مِنْ أهلِ بیتِ رسولِ ربِّ الْعالَمینَ، حُجَّةِ اللهِ علیَ الْخَلقِ أجمَعینَ، سَیِّدِنا و مَوْلانا أبِی‌الْحَسَنِ الرِّضا علیِّ بن موسَی بن جعفرِ بن محمّدِ بن علیِّ بن الْحسَینِ بن علیِّ بن أبی‌طالبٍ صَلَواتُ اللهِ و سَلامُهُ عَلَیهمْ أجمَعینَ

وُلِدَ بِالْمدینةِ فِی الْحادی عَشَر مِن ذِی الْقَعْدَةِ عام ۱۴۸ و اسْتُشْهَدَ بِطوسٍ فی آخِر صَفَر سِنَة ۲۰۳ مِنَ الْهِجرَةِ النَّبَویَّة و قَدْ جَدَّدَ هذا الْمَضجَع الْمُطَهَّر عام ۱۴۱۸ ه‍
| وَ قَبْرٌ بطُوسٍ یالَها مِنْ مُصیبَةٍ     |  | ألَحَّتْ علَی الْأحْشاءِ بِالزَّفَراتِ |
| إلَی الْحَشرِ حَتّیٰ یَبْعَثُ اللهُ قائِماً |  | یُفَرِّجُ عَنَّا الْغَمَّ وَ الْکُرُباتِ   |

روی این سنگ علاوه بر نقش محراب کلماتی شبیه خط کوفی دیده می‌شود که از لحاظ قدمت و اهمیت خط کوفی آن، بسیار ارزش دارد. این متن توسط یکی از استادان دانشگاه لندن چنین خوانده شده‌است:
أللهُ أکبَرُ هذا مُقامُ الرِّضا أقبَلْ عَلیٰ صَلَواتِک وَ لاتَکُنْ مِنَ الْغافِلینَ

### کتیبه دور ضریح
در کتیبهٔ دور ضریح اول سورهٔ هل اتی به خط ثلث نگاشته شده و بر کتیبه‌ای از جنس طلا در سر ضریح، سابقهٔ تاریخی و تاریخ نصب آن نوشته شده‌است که به شرح زیر است:
در عهد سلطنت بنده، شاه ولایت شاه طهماسب صفوی، این محجر مبارک در این مکان مقدس نصب گردید. سنه۹۵۷
کتیبه معروف سنجری که سوره مبارکه فتح بر کاشی زرین فام نوشته شده، از داخل بقعه شروع می‌شود و به مسجد بالاسر می‌رسد و پس از دور زدن مسجد در دیوار جنوبی روضه منوره پایان می‌یابد.
این کاشی‌ها در دهه ۴۰ شمسی مورد تعمیر قرار گرفته و تعدادی از آن‌ها از بدنه جدا شده و کاشی جدید جایگزین شده‌است. اصل این کاشی‌ها که دارای لعاب مرغوب و تلألؤ خیره‌کننده‌ای است؛ اکنون در مخزن کاشی موزه رضوی نگهداری می‌شود. همچنین سوره واقعه به رنگ طلایی زیر سوره فتح، کتابت شده‌است.
بالاتر از کتیبه سنجری، قصیده‌ای از قاسم رسا به خط نستعلیق که عروس خطوط فارسی نام دارد، بر روی سنگ با مطلع «بیا که مظهر آیات کبریا اینجاست» نوشته شده‌است. دور تا دور بالای دیوارهای مسجد بالاسر حرم علی بن موسی الرضا نیز سوره فجر کتابت شده‌است.
زیر این کتیبه در قسمت بالای طاق ضلع شرقی مسجد، دو بیت از قصیده معروف دعبل خزاعی با خط طلایی بر زمینه لاجوردی نوشته شده‌است:
| قَبرانِ فِی طوسٍ خیرُ النّاسِ کلّهم     |  | و قبرٌ شَرُّهم هذا مِنَ العِبَر     |
| ما ینفَعُ الرِّجسُ من قُربِ الزَّکیِّ و لا |  | علَی الزَّکیِّ بقُربِ الرِّجسِ مِن ضرر |

در کتیبهٔ سردر ورود به دومین ضریح حرم به خط نستعلیق طلایی نوشته شده‌است:
نیاز رحمت ایزد متعال و تراب اقدام زوار این آستان ملایک پاسبان لبسط سلطان نادر شاهرخ شاه الحسینی الموسوی الصوفی بهادرخان به وقف و نصب این ضریح و قبه‌های مرصع چهار گوشهٔ ضریح مقدس مبارک، موفق گردید. سنه ۱۱۶۰

### کتیبه‌هایمسجد گوهرشاد
نام گوهرشاد در ایوان شمالی مسجد، ایوان دارالسیاده، سمت راست سردر معروف به انیس‌الدوله بر یک کاشی معرق به خط ثلث و رنگ زرد چنین آمده:
الامره بعماره هذا المسجد صاحبه الرشیده و الرشاد المعظّمه گوهرشاد
طراح و معمار مسجد قوام‌الدین شیرازی بود که نامش در سمت چپ پایه ایوان جنوبی مسجد زیر کتیبه بایسنقر چنین آمده‌است:
من عمل العبد الضعیف الفقیر المحتاج بعنایه الملک الرحمن قوام الدین بن زین الدین شیرازی الطیان
صحن مسجد تقریباً به‌شکل مربع بوده و در اطراف آن چهار ایوان بزرگ و در فواصل ایوان‌ها هفت شبستان وسیع و شش در ورودی و خروجی وجود دارد. طول صحن مسجد حدود ۵۶٫۱۳ متر و عرض آن ۵۸٫۱۸ متر است و در مجموع حدود ۲٬۸۷۳ مترمربع مساحت دارد.

## تقسیم‌بندی کتیبه‌ها به لحاظ محتوایی
1. مضمون قرآنی: این سنگها حاوی جمله مبارکه «إنّا فتحنا» دیگری آیة ۱۱ سوره احزاب مشهور به آیه تطهیر و دیگری قسمتهای از آیه ۱۵ و ۱۱ سوره نور است. هر سه کتیبه به خط ثلث بر روی سنگ مرمر حکاکی گرایده‌اند.[۴۲]
2. مضمون حاوی ادعیه و أذکار: شامل ۱۴ قطعه است که حاوی دعای جوشن کبیر می‌باشد.[۴۳]
3. شعر:قصیدهٔ معروف دبیرالملک فراهانی و دیگر شعراء: یکی از اشعاری که مکرر در حرم مطهر علی بن موسی الرضا برای حکاکی مورد استفاده قرار گرفته‌است، شعر معروف دبیرالملک فراهانی در مدح علی بن موسی الرضا، متعلق به ۱۲۸۷ ق است. مطلع آن چنین است:[۴۴]

| تبارک الله از این روضه همایون فر |  | که برتر از دو جهان است نزا اهل نظر |

## کتیبه نگاران آستان قدس رضوی
از جمله هنرمندانی که در حر م علی بن موسی الرضا به کار کتیبه نگاری پرداخته‌اند می‌توان به افراد ذیل اشاره نمود:
- غلام حسین کیمیا قلم: نام وی در قالب یک دو بیتی بر روی کتیبه ای که در گذشته در ایوان یکی از حجره‌های صحن نو نصب بوده آمده‌است.[۴۵]
- میرزا آقا خوش نویس زنجانی: میرزا آقا کتابت و مشق را خوش می‌نوشت، ولی در کتیبه نگاری مهارت بیشتری داشت. از شاگردان او، فرزندش، میرزاحسین خوش نویس باشی را می‌توان نام برد. از جمله کتیبه‌های وی در آستان قدس رضوی عبارت است از: کتیبه سنگ مرمر در دارالحفاظ، شامل اشعار قاآنی به تاریخ ۱۲۹۶ق؛ کتیبه روی در طلا، به تاریخ ۱۲۶۸ق؛ کتیبه دارالسیاده، شامل ۴۸ بیت اشعار صبوری، ملک الشعرای آستان قدس به تاریخ ۱۳۰۰ق؛ کتیبه مسجد بالاسر، شامل ۳۷ بیت اشعار سرخوش، به تاریخ ۱۲۷۵ق، کتیبه گنبد راهرو کشیک خانه، شامل ۳۶ بیت اشعار صبوری، به تاریخ ۱۳۰۶ ق.[۴۶]
- میرزاحسین قلی خوش نویس که در مطلع الشمس از وی نام برده شده‌است.[۴۷]
- علی‌رضا عباسی تبریزی (متوفی ۱۰۳۸ق) کتیبه‌های طلاکاری حرم با خط استاد علیرضا عباسی خوشنویس به نام دوران صفوی است. دو کتیبه در ایوان‌های عباسی ضلع غربی و شرقی، کتیبه گلوی گنبد خواجه ربیع، و آثاری دیگر را با قلم‌های ثلث و نستعلیق ممتاز نگاشته‌است.[۴۸]
- محمد حسن رضوان: مشهور به رضوان به مدت ۴۷ سال یکی از پرکارترین کتیبه نویسان در مجموعه اماکن متبرکه رضوی بود. مهم‌ترین کتیبه‌ها و کاشی کاری‌های او در سقف گنبد الله وردی خان، سردر غربی ساختمان کتابخانه قدیم و مسجد بالاسر بوده‌است. برخی دیگر از کتیبه‌های او در صحن آزادی، در رواق اماه خمینی، دارالسیاده، دار الفیض، نقاره خانه، دارالذکر، سردر ایوان ساعت و سقف ضریح معروف به شیر و شکر بوده‌است.[۴۹]
- بایسنقر میرزا (۷۹۹–۸۳۷ق)، نیز کتیبه پیش‌طاق مسجد گوهرشاد را به‌قلم ثلث نگاشته‌است.[۵۰]